# Campionati europei under 21 di tennis tavolo 2017
I Campionati europei under 21 di tennis tavolo 2017 sono stati la 1ª edizione della competizione giovanile europea di tennis tavolo. Si sono svolti nel 2 al 5 febbraio 2017 allo Sport Complex IUG SPORT di Sochi, in Russia.

## Podi
| Competizioni        | Oro                          | Argento                        | Bronzo                            |
| ------------------- | ---------------------------- | ------------------------------ | --------------------------------- |
| Singolare maschile  | Tomislav Pucar               | Dang Qiu                       | Darko Jorgić                      |
| Singolare maschile  | Tomislav Pucar               | Dang Qiu                       | Deni Kožul                        |
| Singolare femminile | Chantal Mantz                | Yuan Wan                       | Mariia Tailakova                  |
| Singolare femminile | Chantal Mantz                | Yuan Wan                       | Lisa Lung                         |
| Doppio maschile     | Anders Lind Alexander Valuch | Tomislav Pucar Bence Majoros   | Anton Källberg Simon Berglund     |
| Doppio maschile     | Anders Lind Alexander Valuch | Tomislav Pucar Bence Majoros   | Ádám Szudi Nandor Ecseki          |
| Doppio femminile    | Eline Loyen Lisa Lung        | Adina Diaconu Andreea Dragoman | Alina Nikitchanka Hanna Patseyeva |
| Doppio femminile    | Eline Loyen Lisa Lung        | Adina Diaconu Andreea Dragoman | Ekaterina Guseva Zdena Blaskova   |

## Medagliere
| Posiz. | Nazione     | Oro | Argento | Bronzo | Totale |
| ------ | ----------- | --- | ------- | ------ | ------ |
| 1      | Germania    | 1   | 2       | 0      | 3      |
| 2      | Belgio      | 1   | 0       | 1      | 2      |
| 3      | Croazia     | 1   | 0       | 0      | 1      |
| 4      | Danimarca   | 0.5 | 0       | 0      | 0.5    |
| 4      | Slovacchia  | 0.5 | 0       | 0      | 0.5    |
| 6      | Ungheria    | 0   | 0.5     | 1      | 1.5    |
| 7      | Croazia     | 0   | 0.5     | 0      | 0.5    |
| 8      | Romania     | 0   | 1       | 0      | 1      |
| 9      | Slovenia    | 0   | 0       | 2      | 2      |
| 10     | Russia      | 0   | 0       | 1.5    | 1.5    |
| 11     | Svezia      | 0   | 0       | 1      | 1      |
| 11     | Bielorussia | 0   | 0       | 1      | 1      |
| 13     | Rep. Ceca   | 0   | 0       | 0.5    | 0.5    |
| Totale | Totale      | 4   | 4       | 8      | 16     |